# Kumyk

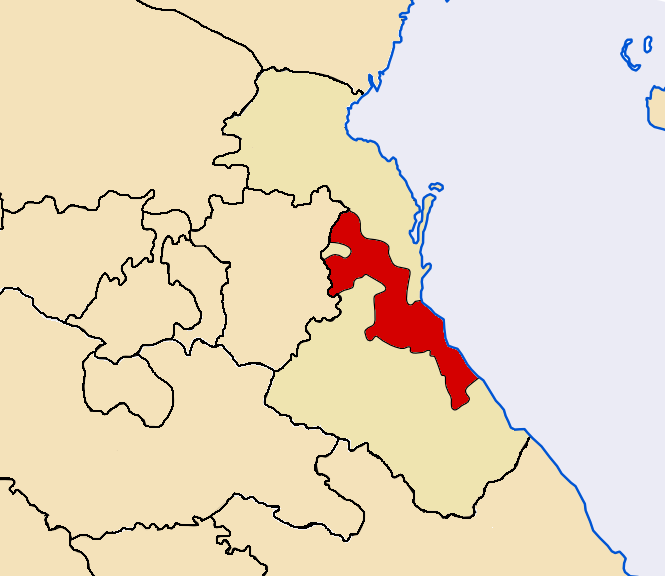
Situació del kymyk al Daguestan

La llengua kumyk (també kúmik, qumuq, kumuk, kumuklar, i kumyki) (кумык) és una llengua turca, parlada pel poble dels kumyks al Daguestan, república de la Federació Russa.

## Característiques

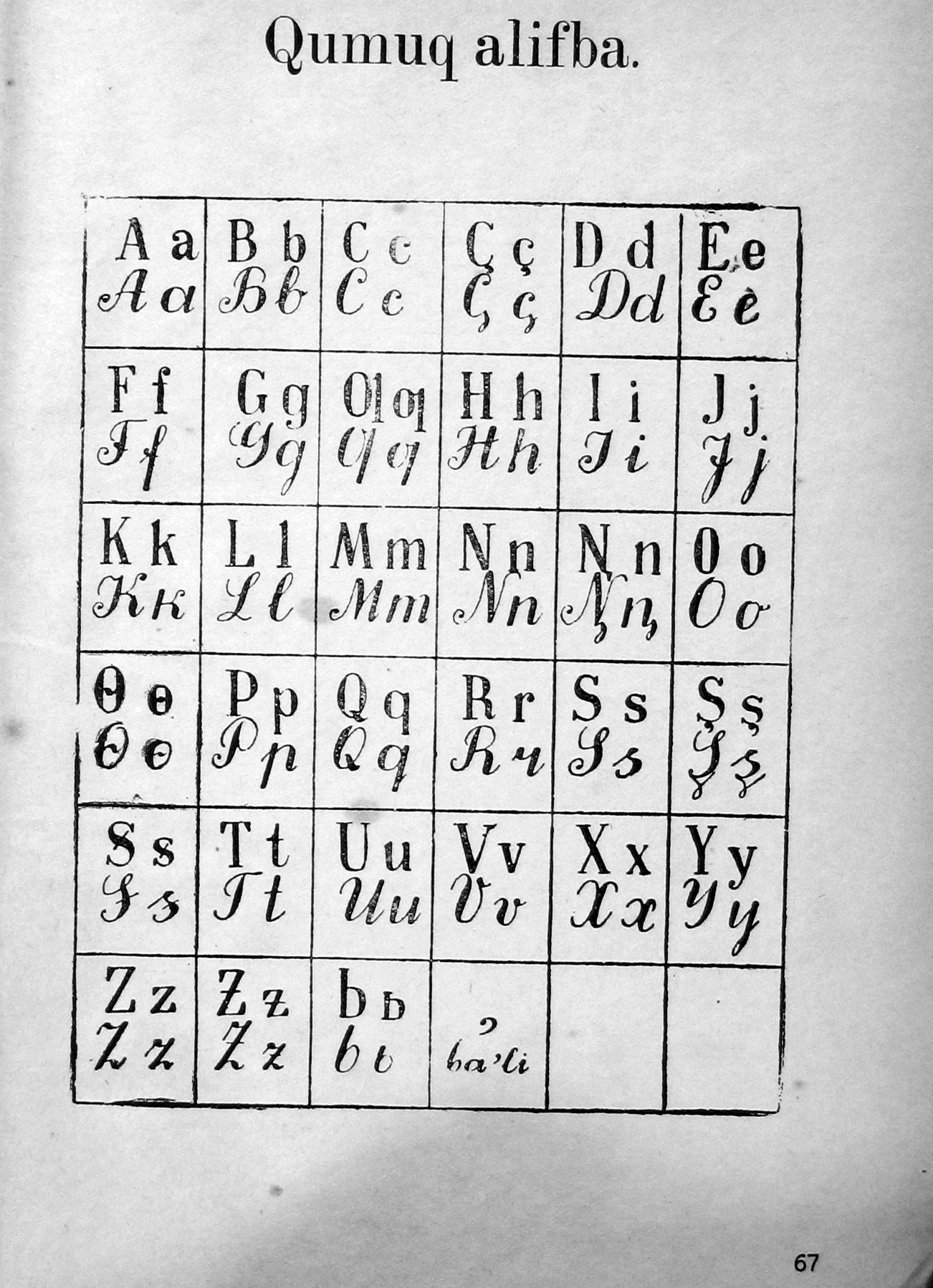
Alfabet llatí Kumyk en un llibre escolar (1935).

Es divideix en tres dialectes: kaitak, més influït per les parles caucàsiques, parlat pels kumyks meridionals; buinaksk i aksay o khasavjurt, que forma la base literària de la literatura nacional desenvolupada en el segle xix en alfabet àrab, que fou substituït el 1928 pel llatí i el 1938 pel ciríl·lic.
| A a | B в | C c | Ç ç | D d | E e | F f | G g |
| Ƣ ƣ | H h | I i | J j | K k | L l | M m | N n |
| Ŋ ŋ | O o | Ɵ ɵ | P p | Q q | R r | S s | Ş ş |
| T t | U u | V v | W w | X x | Y y | Z z | Ƶ ƶ |
| Ь ь |     |     |     |     |     |     |     |

| А а | Б б | В в   | Г г | Гъ гъ | Гь гь | Д д   | Е е |
| Ё ё | Ж ж | З з   | И и | Й й   | К к   | Къ къ | Л л |
| М м | Н н | Нг нг | О о | Оь оь | П п   | Р р   | С с |
| Т т | У у | Уь уь | Ф ф | Х х   | Ц ц   | Ч ч   | Ш ш |
| Щ щ | Ъ ъ | Ы ы   | Ь ь | Э э   | Ю ю   | Я я   |     |

## Situació administrativa
Sovint ha servit com a llengua franca als pobles daguestanesos, de manera que el 1920 era la segona llengua més parlada al Daguestan i en vies de convertir-se en la principal llengua escrita del país. Els dirigents comunistes daguestanesos mantingueren aquesta situació durant els anys 20, i entre el 1923 i el 1928 intentaren unificar Daguestan amb una parla turca.
El 1933 hi havia 12 diaris al Daguestan, 7 d'ells en kumyk, però el 1934 Moscou optà pel "pluralisme lingüístic" que condemnà el país a la divisió lingüística per a facilitar la russificació, ja que el rus hi fou declarat oficial. Tot i que l'àvar el desplaçà com a parla intertribal, segons l'article 78 de la Constitució lingüística de l'RSSA del Daguestan, era una de les nou llengües literàries oficials. El principal diari en kumyk és Ёлдаш (Yoldash, Camarada), successor del soviètic Ленин ёлу (Lenin yolu', Camí de Lenin)

## Literatura
Un dels testimonis més antics en aquesta llengua és la peça èpica Cançó d'Aigazi (segle xiv). Influït per la djadid de Kazan i Bajtxisaray, el 1883 el kumyk Muhammad Osmanov (1840-1904), membre de la Facultat de Llengüs Orientals de l'Acadèmia de Ciències de Sant Petersburg, publicà una Col·lecció de cançons nogai i kumyk, amb una carta en vers datada del 1872 del poeta revolucionari Yırçı Qazaq (1830-1880), desterrat a Sibèria per les autoritats, dirigida a Muhammad Efendi, que era estudiant a Sant Petersburg, que es considera com un dels vestigis més vells de la literatura kumyk i filla de la literatura kazak.
A començaments del segle xx, Muhammed Mirza Magarayev fundà una impremta amb caràcters aràbics a Temir Khan Shura (avui Makhatxkala). El 1912 hi havia publicat traduccions en kumyk de l'àrab i del tàtar, i poemes d'Abu-Sufyan en kumyk. Norkhay Batirmurzajev (1860-1919) escriví el 1906-1907 els primers versos inspirats en la vida moderna kumyk, i el seu fill Zaynalabid Batyrmurzajev (1897-1919) fou el primer poeta kumyk bolxevic. El 1916 ambdós fundaren a Khasavjurt l'associació político literària Tang Cholpan (Estrella del Matí) per al desenvolupament de la literatura kumyk moderna. Amb el suport del poeta i dramaturg Temir Nulat Beybulatov i d'altres autors kumyk, tate i russos (S.S. Kazbekov i H. O. Bulach) patrocinaren una revolta nacionalista i progressista d'igual nom a Temir Khan Shura, que l'agost del 1917 adoptà el dialecte de Khasavjurt com a llengua literarària.
D'aleshores ençà els principals autors en qumyk han estat el poeta Kazijev Ali (1879-1964), amb Yirlar (Poesies, 1934); Abdallah Muahammadoglu Magomedov (1869-1937), considerat el poeta nacional del Daguestan a causa dels escrits procomunistes redactats durant la revolució; Yusuf Gereyev, prossista amb estil satíric similar al de l'àzeri Sabir; Anvar Adzhijev (1914), Bagautdin Astemirov (1898-1967) comissari d'educació el 1933-1937 i autor de Tang cholpan (1957) i L'ofensiva (1934), els novel·listes Atkai Azdhamov (1910) amb Tupau (1934), Ansar (1940), Qaynar yurekler (Pont de l'amistat, 1964) i S'rali qollar (Mans meravelloses, 1966), Nukhai Batyurmurzajev (1869-1919) amb Garun ve Zubaida (1912) i Dawud ve Layla (1913), Alim Pasha Salavatoglu (1901-1942) amb Algazi (1940), Gamid Rustamov (1911), Gazhi Akhtynsky (1860-1918), Amir Kurbanov (1909) Abd-al-Wahhab Sulaymanoglu (1909), la poetessa Intxu Gadieva i Iminigajev (1892-1944).